# Airion
Airion é uma comuna francesa na região administrativa de Altos da França, no departamento de Oise. Estende-se por uma área de 6,73 km². Em 2010 a comuna tinha 546 habitantes (densidade: 81,1 hab./km²).